# Herman Wiebe
Herman Wiebe, död 1704 i Wismar, Tyskland, var en tysk konterfejare och köpman. 
Han var far till David Wiebe. Han var under 1660-talet i Gabriel De la Gardies tjänst och utförde ett antal konterfejer till Ebba Brahes gods Arnö i Uppland. Han återvände till Tyskland 1668 och slog sig ner i Wismar där han ansökte om burskap som konterfejare och handlare med ullgarn. Förutom museum i Tyskland är Wiebe representerad vid Gripsholm  med porträttmålningar.